# Formentera del Segura
Formentera del Segura es un municipio de la Comunidad Valenciana, España. Situado en el sur de la provincia de Alicante, en la comarca de la Vega Baja del Segura. Cuenta con una población de 4749 habitantes (INE 2024). Se trata de un municipio hispanófono, en el que el español cuenta con el predominio lingüístico reconocido legalmente.

## Geografía
Como su nombre indica, Formentera se sitúa en el margen izquierdo del río Segura y comparte el molino y la noria con la población de Benijófar. Su término municipal incluye a la pedanía de Los Palacios. 
El pueblo se encuentra a 10 km de Guardamar del Segura, población situada en la costa mediterránea. Limita con los términos de Benijófar, Daya Nueva, Daya Vieja, Rojales, San Fulgencio y Las Heredades, pedanía de Rojales y Almoradí.

## Historia

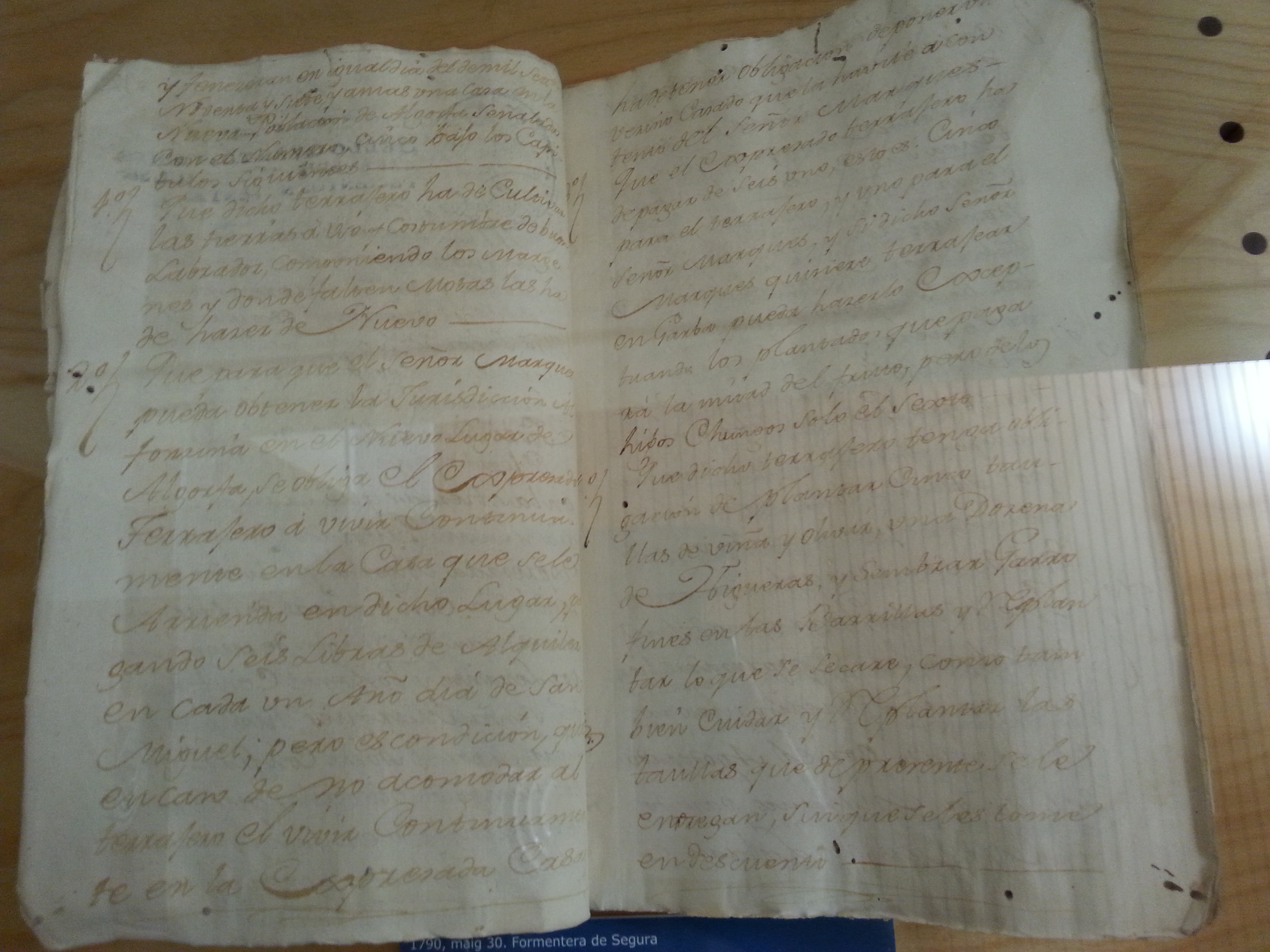
Contrato de terraje de Formentera del Segura (1790).

De origen islámico, fue señorío de Juan de Portugal (1357-1433), pasando posteriormente a las manos de los Marqueses de Algorfa, los Condes de Casa Rojas y finalmente a su descendiente Don José Joaquín María de Rojas y Canicia de Franchi. Arquitecto, Señor de Beniasmet de la Arcada, Señor de Formentera del Segura, Caballero de la Real Maestranza de Caballería de Valencia y miembro de la Real Academia de Bellas Artes de San Fernando y su esposa Doña Mariana Pasqual de Bonanza y Soler de Cornellá, Dama De la Real Maestranza de Valencia, Señores de Beniasmet de la Arcada y Señores de Formentera del Segura.  
Formentera del Segura perteneció al municipio de Orihuela hasta 1731, fecha en la que se independizó a través del privilegio alfonsino.
El terremoto de 1829, en el que murieron más de 100 vecinos, destruyó la población; los herederos del marqués se encargaron de la reconstrucción de la localidad, que culminó en 1840 con la edificación de la iglesia.
Hasta la reforma de la nomenclatura municipal de 1916 el municipio se llamaba simplemente Formentera. En dicha fecha su nombre fue modificado por el de Formentera del Segura.

## Geografía humana

### Demografía
Cuenta con una población de 4749 habitantes (INE 2024).
| Gráfica de evolución demográfica de Formentera del Segura entre 1842 y 2021 |
| |
| Población de derecho según los censos de población del INE. Población de hecho según los censos de población del INE.En estos censos se denominaba Formentera: 1842, 1857, 1860, 1877, 1887, 1897, 1900 y 1910. En estos censos se denominaba Formentera de Segura: 1940 y 1950. |

| Nacionalidad | Hombres | Mujeres | Total | %     | Proporción |
| ------------ | ------- | ------- | ----- | ----- | ---------- |
| Española     | 1354    | 1334    | 2688  | 60.4% |            |
| Extranjera   | 914     | 844     | 1758  | 39.5% |            |

| Población | 1314 | 1510 | 1756 | 1960 | 1996 | 1888 | 1862 | 2007 | 2112 | 2176 | 3173 | 3518 | 4131 | 5691 |

### Economía
Se trata de una población típica de esta comarca, dedicada principalmente a la agricultura y a las labores de la huerta del Segura. Es relevante además la industria de la apicultura y la producción de miel.

## Galería fotográfica

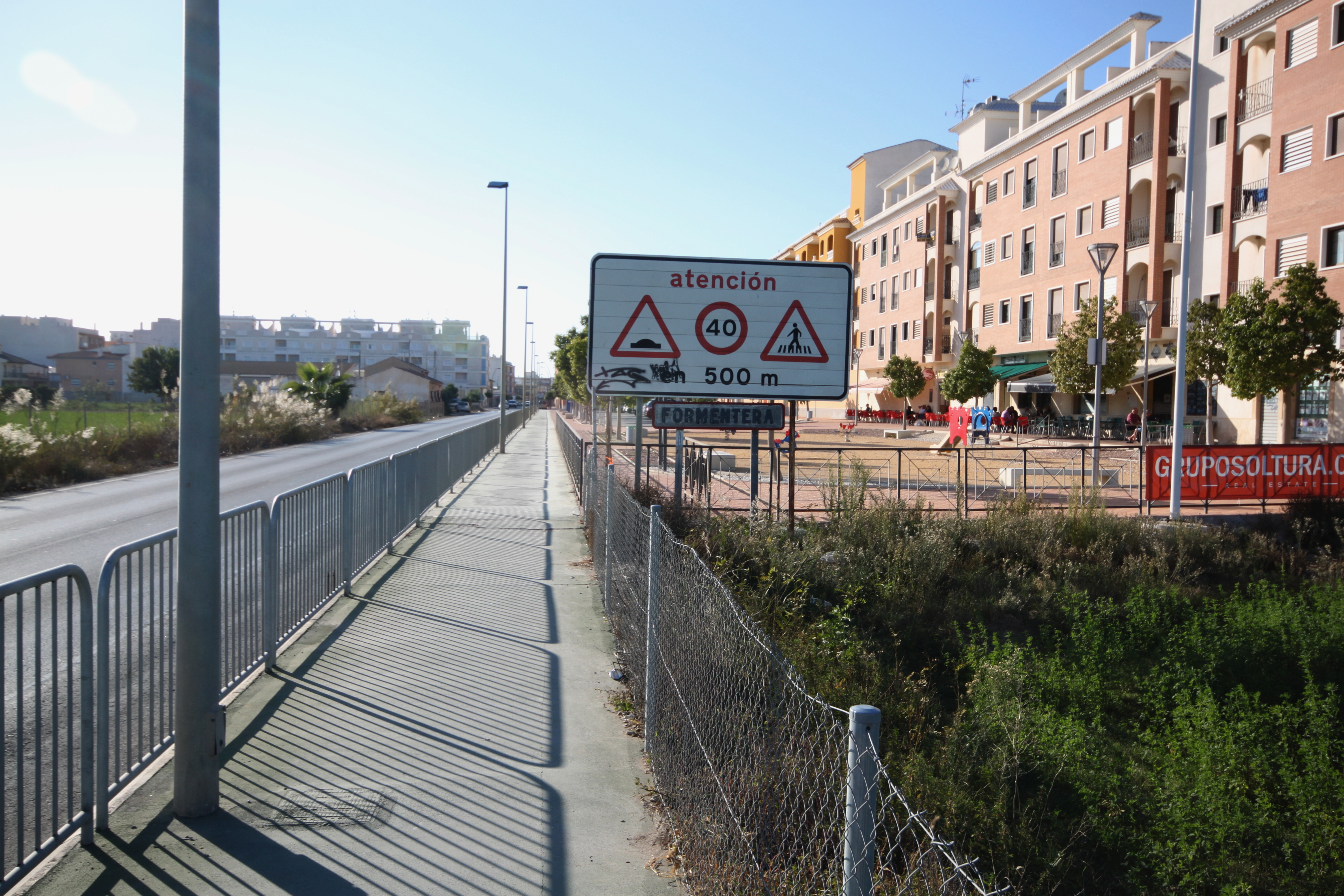
Acceso
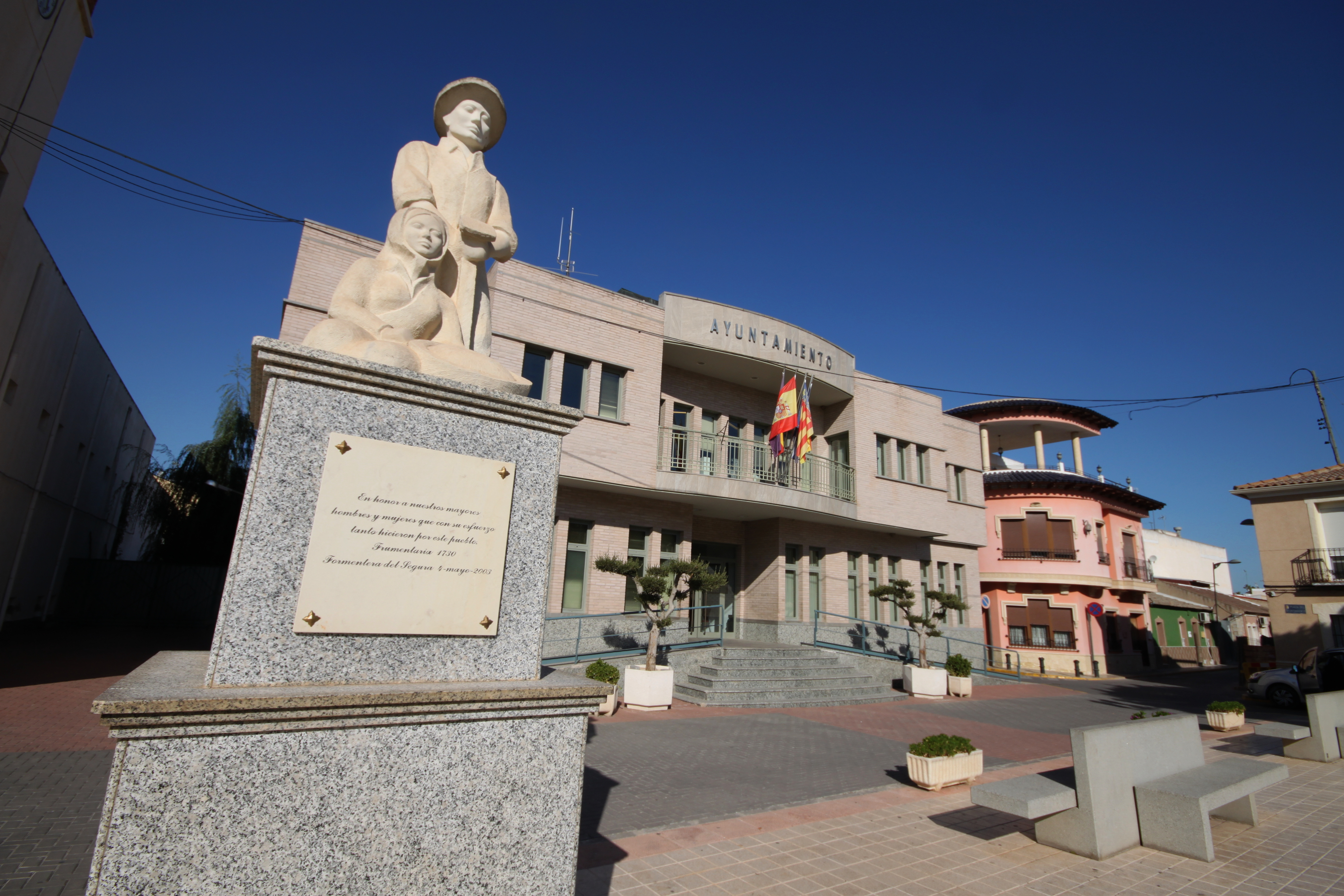
Detalle y Ayuntamiento
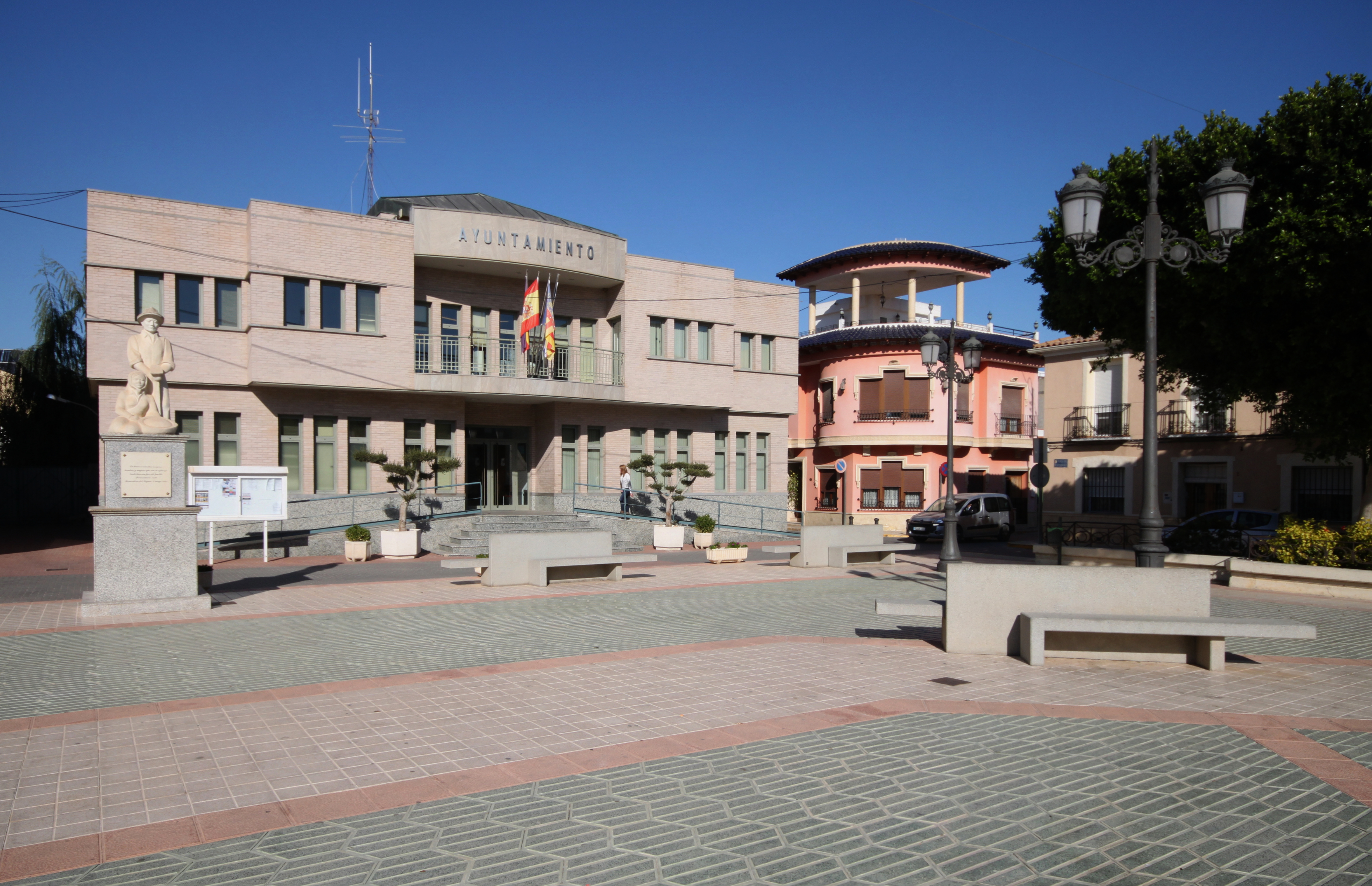
Ayuntamiento
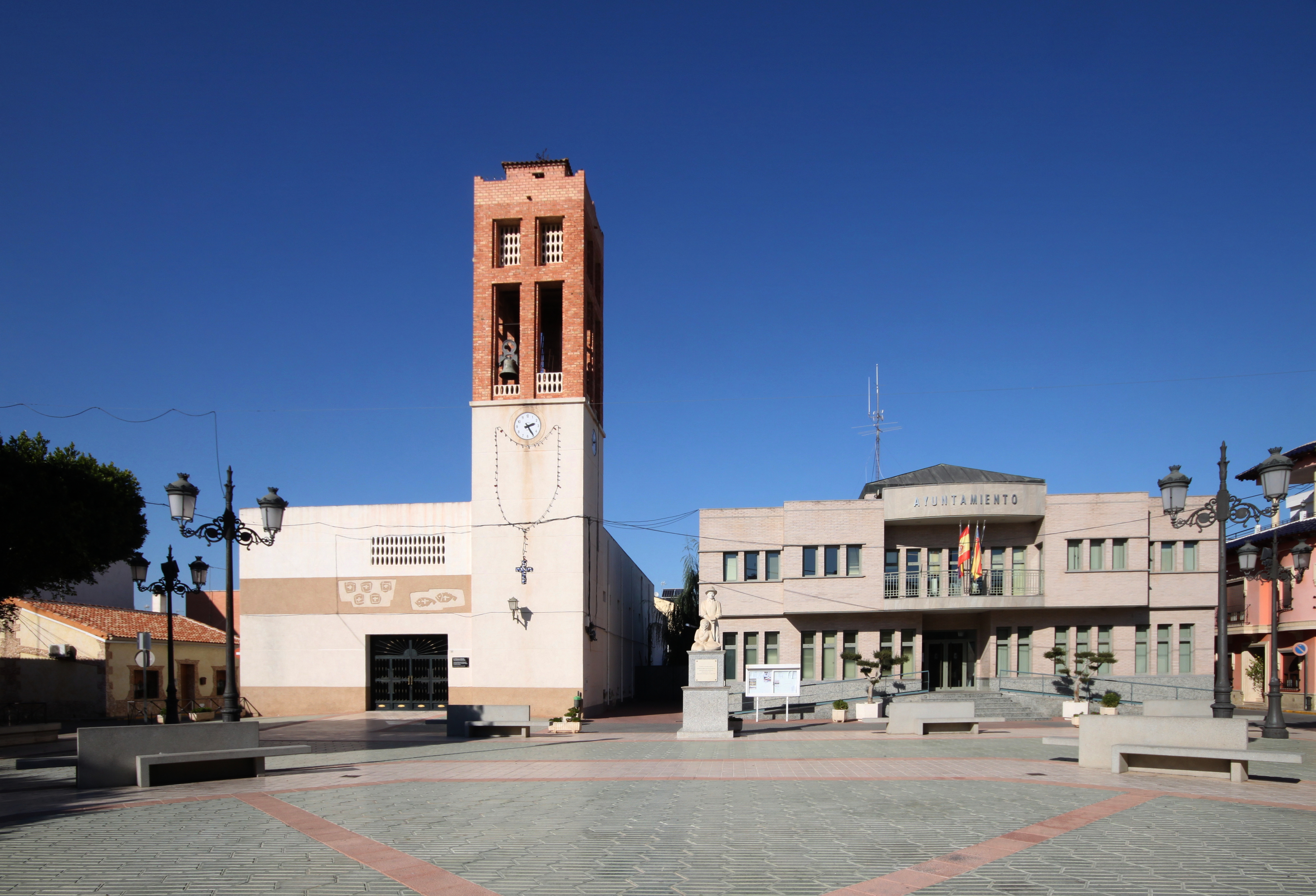
Ayuntamiento e iglesia
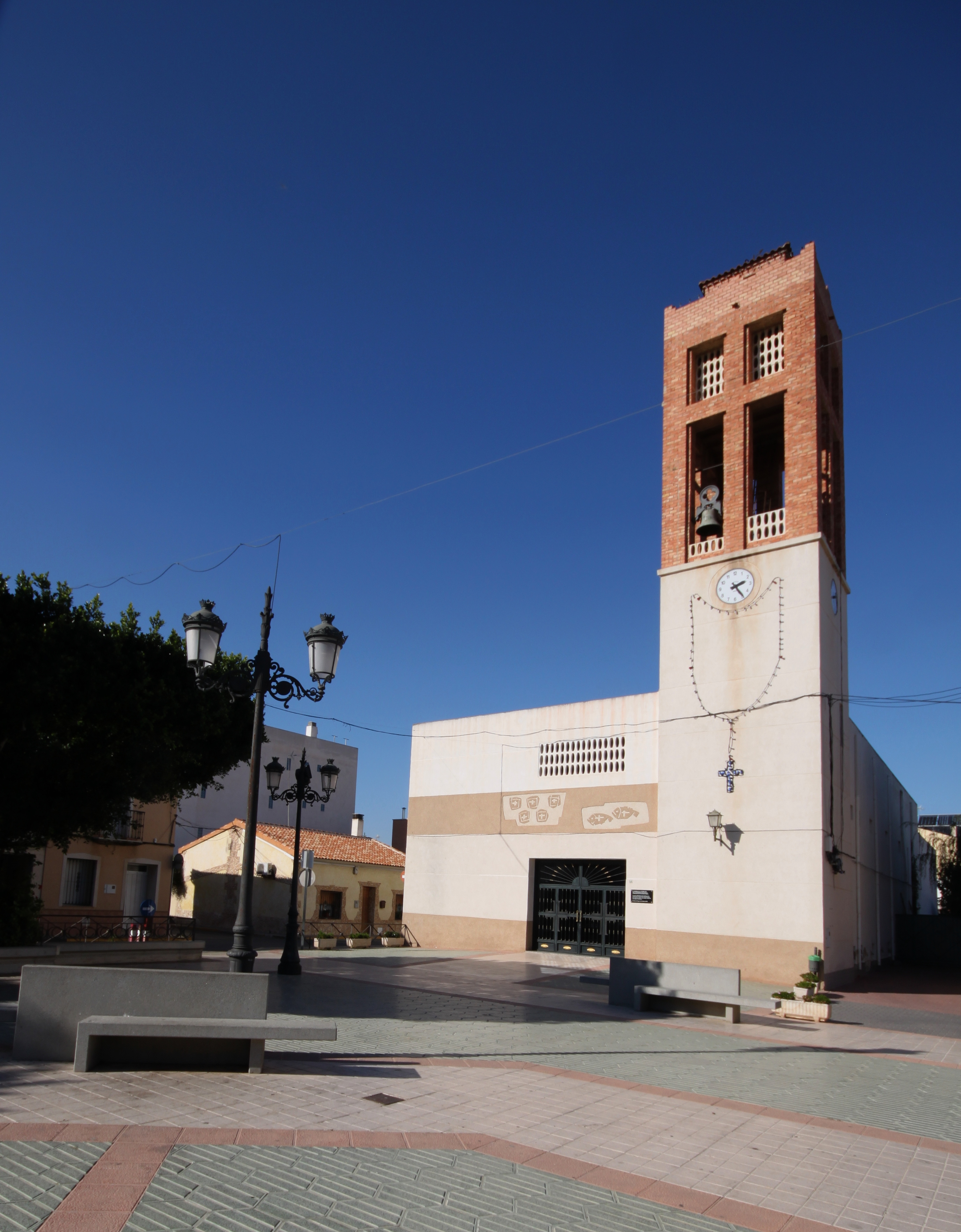
Iglesia